# Ще одна історія про Попелюшку
«Ще одна історія про Попелюшку» — американська підліткова музична комедія 2008 року режисера Деймона Сантостефано за сценарієм Еріка Паттерсона та Джесіки Скотт. У фільмі зіграли Селена Гомес, Дрю Сілі та Джейн Лінч. Це окреме продовження «Історії Попелюшки» (2004) і друга частина серії фільмів «Історія Попелюшки». Як і перший фільм, це переказ казки про Попелюшку в сучасному антуражі. Фільм був випущений на DVD 16 вересня 2008 року, а прем'єра відбулася на ABC Family 18 січня 2009 року.
Після фільму вийшла «Історія Попелюшки 3» (2011).

## Сюжет
Мері Сантьяго, старшокласниця бажає стати танцівницею, але нею нехтує та використовує її законний опікун, забута поп-зірка Домінік Блатт, оскільки її померла мати була однією з танцівниць Домінік. Удома Домінік і її доньки-двійнята Брітт і Брі ставляться до Мері, як до покоївки. У школі над Мері та її найкращою подругою Тамі знущаються Брітт, Брі та колишня дівчина Джої Паркера, Наталія Фаруш. Джої Паркер, відома знаменитість і поп-зірка, повернувся до школи, щоб пригадати, чому він почав танцювати, у супроводі свого найкращого друга Дастіна(прізвисько Фанк). Він також проводить танцювальний конкурс, де переможець стане його партнером у його наступному музичному відео. Наталія налаштована повернутися до нього.
Джої веде урок танців, який відвідують Наталія, Брітт і Брі. Мері пробирається за одностороннє дзеркало і являється єдиною, хто може повторювати його рухи, але дзвонить її мобільний телефон, і вона тікає. Пізніше Домінік, сподіваючись повернути свою популярність, просить Джої виконати з нею дует, але він відмовляється.
У школі влаштовують бал-маскарад на День святого Валентина, але Домінік планує піти на вечірку і наказує Мері прибрати свою кімнату до півночі. На щастя, Тамі зв'язується з сім'єю хлопця своєї сестри, яка володіє клінінговою службою; і пропонує Мері допомогу. Тамі забезпечує їх нарядами та масками для балу. Джої запросив Мері на танець. Вони приголомшують усіх своєю майстерністю, але Брітт і Брі розливають чашу M&M's, і Мері падає. Джої допомагає Мері підвестися і знімає свою маску, шокуючи її. Мері помічає годинник і розуміє, що у неї є п'ятнадцять хвилин до приходу Домінік. Вона випадково впускає свій плеєр, але вчасно повертається додому.
Наступного дня Джої оголошує школі, що в нього є плеєр, кажучи, що той, хто зможе оголосити чотири найпопулярніші пісні, є таємничою дівчиною. Купа дівчат (і кілька хлопців) стає в чергу і намагається зробити це, очевидно, безуспішно. Брітт і Брі дійшли висновку, що Мері таємнича дівчина, і погрожують опублікувати ганебне відео, яке вона зняла, коли їй було одинадцять, якщо вона спробує розповісти про це Джої. Тамі переконує її не хвилюватися про це, і Мері намагається сказати Джої, що це вона таємнича незнайомка, але він відштовхує її, вважаючи, що Домінік використовує Мері, щоб переконати його зробити з нею дует.
На святкуванні дня народження Брітт і Брі Дастін впізнає в Тамі своєю партнерку по танцях і фліртує з нею, підтвердивши свою особистість. Мері знову намагається сказати Джої, але Брітт і Брі відтворюють відео. Збентежена Мері біжить до своєї кімнати. Вона танцює під пісню з плеєра. Джої розуміє, що вона була таємничою дівчиною, і запрошує її на побачення. Пізніше Мері отримує листа, в якому повідомляється, що її прийняли в Манхеттенську академію виконавських мистецтв, але коли з академії дзвонять, щоб підтвердити це, Домінік відповідає і стверджує, що у Мері «обидві зламані ноги».
Намагаючись зупинити побачення, Брітт і Брі доручають Мері неймовірну кількість справ, але це має зворотний результат, бо Джої вирішив допомогти їй. Вона допомагає йому написати наступну пісню. Він «запрошує» її до себе додому, але коли вона приходить, бачить у вікно Наталію, яка розмовляє з Джої в ліжку. Мері тікає в сльозах. Домінік нещиро втішає її і стверджує, що академія її відмовила.
Джої збентежений тим, що Мері почала холодно ставитись до нього. Дастін стикається з Тамі, яка дорікає Джої за зраду Мері. З'ясовується, що Наталія увірвалася до нього додому, щоб прогнати Мері. Тамі погоджується їм допомогти. Танцювальний конкурс наближається, Тамі та Дастін переконують все ще озлоблену Мері піти на нього. Представник Манхеттенської академії прибув на запрошення Джої. Після того, як Брітт, Брі та Наталія показали тьмяні виступи, Джої кличе Мері на сцену та переконує її танцювати з ним. Дует виконує пісню, яку вони написали. Джої зізнається, що між ним і Наталією нічого не було. Мері виграла конкурс, і Наталія визнає, що Мері чудово впоралася. Представник розкриває брехню Домінік і каже, що Мері прийнята. Джої і Мері цілуються. Домінік намагається покинути сцену і падає, за іронією долі зламавши собі обидві ноги.
Коли Мері, Джої, Тамі та Дастін завантажують речі Мері у фургон, Домінік на інвалідному візку благає її не їхати, а Джої та Мері знову цілуються та їдуть.

## У ролях
| Актор                   | Роль                 |
| ----------------------- | -------------------- |
| Селена Гомес            | Мері Сантьяго        |
| Міа Аїда Дюран          | Трирічна Мері        |
| Ніколь Муньос           | Одинадцятилітня Мері |
| Дрю Сілі                | Джої Паркер          |
| Джейн Лінч              | Домінік Блатт        |
| Кетрін Ізабель          | Брі Блатт            |
| Емілі Перкінс           | Бріт Блатт           |
| Джессіка Паркер Кеннеді | Тамі                 |
| Маркус Т.Полк           | Дастін/Фанк          |
| Ніколь ЛаПласа          | Наталія Фаруш        |
| Алекс Захара            | Британський режисер  |
| Джакомо Бассато         | Футболіст            |
| Елле-Майя Тейлфез       | Амазонська модель    |
| Лінда Бойд              | Іві Паркер           |
| Гарвін Санфорд          | Род Паркер           |
| Тіффані Бернс           | Репортер Дорін Сміт  |
| Колін Фу                | Лі-Ха                |
| Лорена Гейл             | Хельга               |
| Камілла Мітчелл         | Регіна Кретікос      |

## Реакція
Ембер Вілкінсон з Eye for Film дала фільму три з п'яти зірок і сказала, що різниця у віці між Гомес і Сілі була недоречною, сказавши: «шкода, що про їхній вік не врахували». Вона також сказала, що «персонажі настільки худі, що ледве відкидають тінь». Хоча Вілкінсон каже, що фільм повністю відрізняється від «Історії Попелюшки», Лейсі Вокер, рецензуючи для Christian Answers, виділяючи кілька аспектів двох фільмів, які були прямо паралельні один одному. Уокер також дав фільму три з п'яти зірок, похваливши сценарій, сказавши, що сценаристи «приправили цю історію дивовижною дозою гумору та деякими приємними поворотами сюжету». Однак Вокер особливо розкритикував «кричущу очевидну» різницю у віці між 15-річною Гомес і 26-річним Сілі.

## Саундтреки
Ще одна історія про Попелюшку(саундтреки)